# Хладни рат
Хладним ратом назива се период развоја међународних односа после Другог светског рата, који је означио крајњу заоштреност у односима између великих сила. У његовој основи стајали су супротстављени односи између САД и Совјетског Савеза, као и успостављање социјалистичког поретка у источној Европи. Стално је постојала опасност од избијања новог рата светских размера.
У ствари, Хладни рат је представљао спровођење политике са „позиције силе“ од стране великих држава, ради остваривања политичких циљева, а да ипак не дође до општег ратног сукоба. Хладни рат су обележили обострано неповерење, сумњичавост и неспоразуми. САД је оптуживао СССР због ширења комунизма широм света, а СССР оптуживао САД због империјализма и контрареволуције. Корејски, Вијетнамски и Совјетско-авганистански рат представљали су неке од оружаних сукоба две идеологије, мада се САД и СССР нису у њима лично сукобиле већ кроз наоружање других земаља. Хладни рат је био на свом врхунцу током 1948—1953. године када је дошло до блокаде Берлина, формирања НАТО-а, победе комуниста у Кинеском грађанском рату и Корејског рата. Друга ситуација непријатељства осетила се током 1958—1962. године због Кубанске ракетне кризе.
Како зарад престижа, тако и ради стицања војне предности, Хладни рат је допринео развоју науке и освајању свемира кроз трку за свемир.

## Појам
Термин Хладни рат први пут је употребио Бернард Барух, саветник америчког председника, током једне дебате у америчком Конгресу 1947. године. Појам Хладни рат везује се за британског премијера Винстона Черчила који је сковао крилатицу о гвозденој завеси коју су комунисти спустили између свог и слободног света. Он је марта 1946. године у Фултону (САД) позвао на крсташки рат против комунизма, подсећајући на обавезу одбране атлантске заједнице и војног зближавања угрожених држава. Та иступања била су знак да свет улази у Хладни рат.

## Подела Немачке
До поделе Немачке, а и других територија, на интересне сфере између великих сила дошло је на неколико конференција, као што су Јалтска или Потсдамска, где се разматрало о завршетку Другог светског рата, као и уређењу света после њега. На крају Другог светског рата савезници су поделили поражену Немачку на четири зоне, под контролом САД, Совјетског Савеза, УК и Француске. Совјети су контролисали источне области – Саксонију, Тирингију, Саксонија-Анхалт, Бранденбург и Мекленбург-Западну Померанију; Британци су преузели Северну Рајну-Вестфалију, Доњу Саксонију и Шлезвиг-Холштајн; америчка и француска зона биле су у јужној Немачкој.
Године 1949, три дела Немачке су се удружила и створила Западну Немачку, док је совјетска зона постала Источна Немачка, под влашћу комуниста. Иако цео у руској зони и главни град Берлин је био подељен на четири зоне. Комунисти су у ноћи између 12. и 13. августа 1961. године започели изградњу зида дугог 45 km, посред Берлина како би спречили људе да прелазе са Истока на Запад. Био је висок 3,6 m и широк 1,2 m. Зид је подигнут зато што је у периоду 1949-1961. Пребегло је око 2,5 милиона Источних Немаца у Западну Немачку. Такође, привреда Источне Немачке је била на ивици пропасти, јер су многи грађани западног Берлина дневно прелазили у источни део града да би обавили своју куповину, зато што су цене производа у источном Берлину биле јако ниске. Претворен је у систем бетонских зидова на чијем је врху била бодљикава жица и који је чуван, са осматрачнице, топовима и минама. Читав западни Берлин био је окружен зидом и физички потпуно одвојен од источног дела града. Многе породице су биле растављене, и многи људи одвојени од својих кућа или послова. Многи су организовали демонстрације против изградње, али су оне биле неуспешне. Западни Берлин је сад представљао изоловану енклаву у непријатељској земљи. Зид је од тада постао и остао симбол Хладног рата и хладноратовске поделе.
Намера поделе Немачке је била да се искорене немачки милитаризам и нацизам. Улогу водеће силе преузеле су САД, са амбицијом да зауставе совјетску експанзију и идеју комунизма, пре свега у Француској и Италији, где је овај покрет почео да јача. Међутим, разлог поделе Немачке био је сам Хладни рат. Обе суперсиле су се највише плашиле да ће се њихов ратни непријатељ сврстати уз њиховог хладноратовског противника: ако би се то догодило, последица би била концентрација војне, индустријске и економске моћи која би постала толико велика да се више не би могла савладати.
Такође, и Аустрија је била под савезничком окупацијом све до 15. маја 1955. године када је проглашена за независну и демилитаризовану државу. На дан 26. октобра исте године формално проглашава своју неутралност.

## Погоршање међународних односа
До погоршања међународних односа и појаве Хладног рата дошло је после распада Антихитлеровске коалиције и сукоба између бивших савезника – великих сила, а пре свега између две суперсиле после рата – САД и СССР. Још пре завршетка Другог светског рата на пацифичком ратишту, Винстон Черчил је ковао план да нападне Совјетски Савез. Нада човечанства да ће рат престати да буде средство политике и да ће се сви политички и међународни проблеми решавати мирним путем – почела је да се губи. Организација уједињених нација је много пута решила крупне међународне спорове и кризе, али није успела да обезбеди сталан и чврст мир и увек онемогући употребу силе и рата. САД су прихватиле да бране Грчку и Турску од спољне агресије, како их не би предали комунизму, и да им пруже војну и економску помоћ, а посебно је политика америчког председника Харија Трумана (Труманова доктрина) формално оцртала поделу света на два супротна блока или лагера. Труманова доктрина је представљала одговор на совјетску агресију у Европи и Блиском истоку (Ирану, Турској и Грчкој) и одражавала се у америчкој спремности да пружи помоћ свим народима и земљама које су биле под претњом комунистичке владе. Такозвани Маршалов план био је још један план САД, који се састојао у, првенствено, новчаној помоћи земљама Европе после Другог светског рата, како би се опоравиле од последица немачке агресије.

## Блокови
САД и СССР су приступиле подели света на блокове и стварању војнополитичких савеза (Атлантски, Варшавски и други). Истовремено је почела трка у наоружању, у коме су опет предњачиле силе, поготово САД и СССР.
Војни блокови су војнополитички савези држава међусобно повезаних идеолошким, политичким и економским интересима.

### НАТО
Северно-атлантски споразумни савез (НАТО) основали су 1949. године министри спољних послова САД, Уједињеног Краљевства, Француске, Холандије, Белгије, Луксембурга, Норвешке, Исланда, Канаде, Италије, Португалије и Данске. Његово седиште било је у Бриселу, и основни задатак био је да спречи продор Совјетског Савеза у западну Европу. Државе на западу и чланице НАТО-а су биле капиталистичке и веровале су у приватну својину над поседима и пословима.

### Варшавски пакт
Исте године Совјетски Савез је саопштио да поседује атомску бомбу, а у Кини су на власт дошли комунисти. После Стаљинове смрти (1953) мало је попустила напетост у међународним односима, али су ипак 1955. године СССР и земље источне Европе створили Варшавски пакт. СССР и његови савезници хтели су да створе бескласно друштво у коме се све делило подједнако. Његове чланице биле су СССР, Бугарска, Чехословачка, Источна Немачка, Мађарска, Пољска и Румунија (до 1968. и Албанија). Имао је своје органе и јединствен генералштаб и своје седиште у Москви.

## Кризе
У периоду после Другог светског рата долазило је повремено до бројних међународних криза, које су се испољавале у виду локалних ратова и других облика оружаних сукоба. Постојало је више жаришта из којих је могао да букне Трећи светски рат (Немачка, Куба, Далеки и Блиски исток).

### Тршћанска криза
Тршћанска криза је појам који се односи на вишегодишњи сукоб Италије и Југославије око територије Трста, Горице и Истре у годинама после Другог светског рата.

### Иранска криза
Један од првих непријатељских корака измећу великих сила, на самом почетку Хладног рата, била је Иранска криза. Током 1946. Стаљин је намеравао и окупирао Иран, јер је ирански шах још одавно исказао своје симпатије према Хитлеровој идеологији. Иранци своју државу зову Иран још од давнина. Староирански облик тог имена је Арјанам са значењем »земља аријеваца«. Британске и совјетске трупе послате су у Иран, па су већ 1946. године делови Ирана били окупирани од стране Британаца, док је северни крај земље био окупиран од стране Црвене армије. Стаљин је покушавао да прошири совјетску сферу утицаја тако што је помагао стварање независних држава на том простору, па су убрзо основане Аутономна Република Азербејџан и Република Махабад. Под притиском САД, совјетске трупе су морале да напусте земљу, па је иранска војска могла да освоји Махабад.

### Кинески грађански рат
Отпочео је након предаје Јапана по завршетку Другог светског рата. Националисти су 1949. године побегли на Тајван, а комунисти су, под вођством Мао Цедунга, прогласили Народну Републику Кину.

### Грчки грађански рат
Био је први пример против-комунистичке побуне. Победа антикомунистичких снага довела је до грчког чланства у НАТО-у и до дефинисања идеолошке равнотеже снага око Егејског мора током читавог Хладног рата.

### Берлинска криза
Када су америчке, француске и британске силе интегрисале тј. ујединиле своје секторе у Немачкој и Берлину у једну економску целину 1948. године, Совјети су одговорили блокадом Берлина (1948—1949). Њихово економско уједињење Совјети су сматрали као претњу за економију Источне Немачке и зато су блокирали све транспортне руте између Берлина и Западне Немачке. САД и Уједињено Краљевство су одговориле снабдевањем града храном и другим намирницама преко војног ваздушног транспорта и блокадом источнонемачких извоза. То је натерало Совјете на прекид блокаде после 11 месеци.

### Информбиро криза
Јављали су се нови видови непријатељства-Информбираш-Ибеовац (Стаљиниста) и Партијац (Титовац). Поред тога, почео се неговати култ личности (вође), како преко обичне фотографије, тако и преко сликовних портрета који су морали да стоје у свакој кући и посебног вида владања као што су били „Стаљинизам“ и „Титоизам“.
Коначно, избор новог ЦК КПЈ обавио се на Петом конгресу где је Стаљин рекао Титу не.
Оно чему је Информбиро највише допринео јесте било разбијање јединства совјетских и југословенских комуниста које је било веома јако и чврсто за време рата и окретање Јосипа Броза НАТО пакту кроз Балкански пакт 1953. са Грчком и Турском.

### Корејски рат
Био је сукоб који је настао након поделе Кореје после Другог светског рата, на географској ширини од 38 степени, у Северној и Јужној Кореји. Преговори који су се водили за уједињење су пропали и северна половина је била под совјетским надзором, а јужну су подржавале САД. Северна Кореја је извршила инвазију на Јужну Кореју 25. јуна 1950. и амерички председник Труман је наредио својим трупама да помогну Јужној Кореји. Савет безбедности Организације уједињених нација, без присуства совјетских делегата, усвојио је резолуцију тражећи помоћ свих чланица Организације уједињених нација да зауставе инвазију. У почетку су трупе Северне Кореје сабиле јужнокорејске и америчке снаге све до јужног врха Корејског полуострва, али је уз помоћ бриљантног поморско-амфибијског десанта код Инчона, којим је командовао генерал Даглас Макартур, ситуација преокренута у корист снага ОУН, које су напредовале све до границе Северне Кореје и Кине. Кинези су тада ушли у рат и протерали снаге ОУН назад на југ; линија фронта се стабилизовала на 38. паралели. Амерички председник Двајт Д. Ајзенхауер, учествовао је у закључивању примирја по коме се линија фронта прихвата као стварна граница између две Кореје. У рату је погинуло приближно 2.000.000 Корејаца, 600.000 Кинеза, 37.000 Американаца, 3.000 Турака, Британаца и других снага Организације уједињених нација. Потписано је примирје 27. јула 1953. Оно је и данас на снази. Рат правно никада није завршен.

### Суецка криза
Позната је и као Суецки рат или Рат 1956. (у арапском свету познат као Тространа агресија, Суецко-синајски рат, Суецка кампања или Операција Мускетар), је био рат који се водио на територији Египта 1956. године. Водио се између Египта и удружених снага Израела, Уједињеног Краљевства и Француске, које су се удружиле у тајни савез против одлуке египатског лидера Насера да национализује Суецки канал. Европске снаге су се бориле у том рату из економских разлога, док је Израел хтео отворен канал за своје бродове и окончање упада арапских герилаца из Египта. Парадоксално, победницима Суецког рата могу се сматрати Израел и Египат. Касније, Израел је и добио слободан пролаз својих бродова кроз канал. За Уједињено Краљевство и Француску је на политичкој и дипломатској сцени операција била потпуни фијаско и довела је до великих потреса на домаћим политичким сценама.

### Кубанска ракетна криза
Оштра конфронтација САД и СССР због присуства нуклеарних пројектила на Куби. Када је Фидел Кастро дошао на власт на Куби 1959. године, САД нису могле да прихвате комунистичку земљу на свом континенту, па су одобриле свргавање Кастра и његовог режима. Совјетски вођа Никита Хрушчов послао је велику војну помоћ Куби и према њој је послао нуклеарне ракете које су тајно инсталиране. Октобра 1962. амерички шпијунски авион открио је један балистички пројектил на лансирном месту на Куби. Џон Кенеди је одмах захтевао да се ракете уклоне и наредио поморску блокаду Кубе. У време Кубанске ракетне кризе америчка предност у стратешком оружју била је 17:1 и војске СССР и САД биле су у стању приправности, па је тако свет током два дана 1962. године живео на ивици нуклеарног рата. Потом је Хрушчов повукао пројектиле са Кубе, а заузврат добио обећање од САД да ће повући своје пројектиле из Турске и да никада неће напасти Кубу.

### Совјетско-авганистански рат
Био је деветогодишњи рат СССР против антисовјетских трупа које су се бориле против марксистичке владе у Авганистану. Совјети су подржавали владу док су устаници добијали помоћ од разних земаља: САД, Пакистана и Кине.

### Вијетнамски рат
Иако не сопственим војскама САД и СССР су се сукобиле и у Вијетнаму. Вијетнам је тада био подељен на северни, комунистички део под утицајем Совјетског Савеза, и на јужни под утицајем САД. Бојећи се да ће СССР и Кина преко Северног Вијетнама загосподарити јужним и, после, читавом Индокином, САД су слале велику војну помоћ у Јужни Вијетнам. После великих жртава и под притиском домаћег јавног мњења, америчке трупе се повлаче из Вијетнама 1973. године. Две године касније Северни Вијетнам побеђује у рату и уједињује земљу.

## Свемирска трка
Кад је 1957. године саопштено да је СССР лансирао у орбиту први вештачки сателит »Спутњик-1«, почела је свемирска трка између САД и СССР, као и трка у наоружању која је запретила уништењем човечанства. Дошло је до великог и неслућеног технолошког напретка, и до америчке изградње ракета које су могле носити нуклеарне главе. Први човек који је стигао у свемир био је Јуриј Гагарин, руски пробни пилот, у свемирском броду Восток-1 и тиме постао први астронаут у историји. После совјетског слања првог човека у свемир 1961. године, амерички председник Џон Кенеди је објавио да ће САД послати човека на Месец пре истека седме деценије 20. века. За ову мисију изграђен је нови васионски брод назван »Аполо«. Изграђена је и нова лансирна ракета за ову мисију, огромни »Сатурн V«. Током те деценије обављено је више летова у орбитама Земље и Месеца, и астронаути су обучавани за слетање на Месец. Коначно, 20. јула 1969. године лунарни модул »Апола 11«, назван »Орао«, спустио се на Месец, мада Кенеди није доживео ту победу. Тада је Нил Армстронг постао први човек који је крочио на Месец. После ове успешне мисије, уследило је још пет »Аполо« мисија на Месец, а последња је била 1972. године.

## Трка у наоружању
Трајала је до почетка 70-их година када је амерички председник Ричард Никсон започео политику детанта (попуштање у напетости) у односима са СССР. Први споразум о ограничењу нуклеарног наоружања потписали су Никсон и совјетски вођа Леонид Брежњев 26. маја 1972. године у Москви. Други споразум о ограничењу наоружања представљао је завршетак друге рунде споразума и преговора (1972—1979). Потписан је у Бечу 18. јуна 1979. године од стране Леонида Брежњева и председника САД, Џимија Картера. Шест месеци после потписивања СССР је напао Авганистан и зато споразум никад није био прихваћен од стране америчког Сената. Услови споразума су били само испоштовани.

## Шпијунажа
Занимљиво је да се очекивала суморна будућност тајних агената завршетком Другог светског рата. Међутим, златно доба шпијунаже је тек требало да почне. Шпијуни су напросто цветали у условима неповерења до кога је довео Хладни рат. Имали су много посла јер су се Исток и Запад утркивали у прављењу највећих бомби и слању шпијуна са задатком да открију шта смишља друга страна. Захваљујући таквом поступању, свакој страни је код куће било потребно више шпијуна како би ухватила непријатељске агенте на делу. Са обе стране Гвоздене завесе страх од нуклеарног рата значио је да новац за шпијунирање никад није пресушио. Шпијунажа у доба Хладног рата била је најживља у Берлину, главном граду Источне Немачке. Сваки ухваћен шпијун могао је да очекује погубљење или, у најбољем случају, дуготрајну робију, уколико његова влада не уговори размену заточеника. Исток и Запад су размењивали затворенике у оквиру таквих договора. Пуштени агенти излазили су на слободу на једном од прелаза дуж Берлинског зида. 
Током Хладног рата, обе стране су покушавале да изврше разна убиства, од којих су нека успевала, попут убиства Георги Маркова. Бугарин Георги Марков је у Лондону за Би-Би-Си емитовао критике на рачун своје земље. Убијен је на улици када га је бугарски агент погодио отровном куглицом испаљеном из специјално направљеног кишобрана. Друга убиства нису успевала: ЦИА је двапут безуспешно покушала да отрује Фидела Кастра. Хтели су и да му у цигару убаце смртоносне бактерије, или да га дигну у ваздух помоћу експлозива у шкољци док плива у мору.

## Гласност и Перестројка
Временом и СССР је почео да попушта и да се полако отвара ка другим земљама и Западу. То је постигнуто реформама у пољу економије и унутрашње политике које је спроводио Михаил Горбачов, и то су биле Гласност и Перестројка.
- Гласност је била политика Михаила Горбачова која је почела да се уводи 1985. године. Горбачовљев циљ у спровођењу реформе »гласност« је био да изврши притисак на конзервативце унутар Партије, који су се противили његовој политици економске реконструкције, тј. перестројци. Горбачов се надао да ће, кроз разне начине отварања, дебате и учествовања, совјетски народ подржати перестројку. Гласност је дала народу нове слободе, као нпр. слободу говора, што је била радикална промена, пошто су контрола говора и одсуство критиковања владе били основни део совјетског система. Гласност је заиста омогућила народу слободу изражавања, али не на начин који је Горбачов желео. Та слобода је променила схватање и гледање народа на владу што је коначно довело до распада Совјетског Савеза.
- Перестројка је појам који се користио у совјетској економској и социјалној политици од 1987. године. Сама реч »перестројка« значи престројавање. Перестројку је увео Михаил Горбачов и она је представљала реформу која је требало да подигне совјетску привреду, која је већ од почетка осамдесетих година почела да стагнира. План је био да се промени неефикасна централно-планска економија и да се уведе децентрализована, тржишно оријентисана економија. Горбачов је најпре покушао да промени модел централног планирања али није хтео да спроводи фундаменталне реформе. Када то није успело направио је реформу познату као »перестројка«. У јуну 1987. године на пленарној седници централног комитета Комунистичке партије Совјетског Савеза, Горбачов је представио основне тезе перестројке, које су водиле економску политику Совјетског Савеза до краја његовог постојања. У јулу 1987. године Врховни совјет је донео закон о државном предузетништву. Са перестројком држава није више спашавала непрофитна предузећа од банкротства. Прописано је и да предузећем управља радник изабран од стране колектива, а не од министра. Министар више није одређивао план производње. Перестројка је настављена током 1988. године и донесени су нови закони. Први пут од Лењиновог времена закон је дозволио приватно власништво. Истина, у почетку је био огроман порез на приватно власништво, али је касније смањен како би се развио приватни сектор. Горбачов је перестројку увео у сектор спољне економије. Перестројка је дозволила странцима да инвестирају у Совјетски Савез. Већ 1990. године, Горбачов и  Реган потписују уговор о нуклеарним снагама средњег домета, 1988. године.перестројка је почела да слаби и привредна ситуација је поново била критична.

## Пад комунизма и крај Хладног рата

### Револуције
Временом се у земљама Источног блока појављивао отпор и противљење комунистичком режиму. Избиле су неочекиване побуне у Мађарској, Пољској, Чехословачкој, Бугарској и Источној Немачкој.

#### Мађарска револуција 1956.
Позната је и као Мађарски устанак или Мађарски револт, и била је антисовјетски устанак у Мађарској који је трајао од 23. октобра до 4. новембра 1956. године када је устанак угушен од стране Совјетског Савеза. Довела је до великог број жртава и избеглица, као и до пада у подршци марксизму-лењинизму у западним земљама. До 1949. године Мађарска је постала права комунистичка земља под диктатуром Матијаша Ракошија и Мађарске комунистичке партије. Совјетске трупе су одавно окупирале Мађарску и још од 1944. године се налазиле на њеној територији, прво као инвазијска војска, а онда као обавеза чланства Варшавског пакта. Стотине хиљада Мађара је 23. октобра 1956. године устало против владе. За само неколико дана, милиони су учествовали или подржавали устанак. Све је почело као скуп студената Техничког универзитета, који су се окупили на Бем тргу у Будимпешти, како би организовали мали протест солидарности за пољског реформисту Владислава Гомулку. Убрзо, број демонстраната се повећао, а мађарски војници су им се придружили откидајући совјетске звезде са својих капа и бацајући их у масу. Гомила је одлучила да пређу Дунав до зграде Парламента. На свом врхунцу маса је бројала 100.000 људи и није имала изразитог вођу. Протест је углавном био миран, али је до преокрета дошло кад је полиција, ÁVH, пуцала на гомилу и побила хиљаде људи. Разјарена маса је сва полицијска возила запалила или преврнула, а људи су почели да се наоружавају. Седишта ÁVH су била запоседнута и оружја, које су власти слале полицији, домогао се народ. Совјети су убрзо интервенисали, али трупама које су већ биле у Мађарској. Те трупе су се биле навикле на мађарски начин живота, и сматрали су за свој главни задатак да бране Мађаре од евентуалног напада НАТО-а. Зато, када су колоне тенкова кренуле у сусрет демонстрантима, тенкови су им се придружили у маршу на Парламент. Устаници су убрзо задобили контролу над великим бројем установа и великом територијом. Почеле су егзекуције просовјетских комуниста и припадника ÁVH (Államvédelmi Hatóság), просовјетске тајне полиције. Мађарска комунистичка партија је поставила Имреа Нађа за премијера. Сви су га сматрали издајицом, али је убрзо било јасно да се и он противи совјетској интервенцији. После преговора о прекиду ватре са совјетским трупама у Мађарској, Нађ је обзнанио своју намеру да повуче Мађарску из Варшавског пакта.
У земљи је владало ванредно стање и многе странке, чији је рад забрањиван током 1945-1949. су се поново појавиле. Током револуције, многи политички затвореници су пуштани на слободу. Дотле су велике силе, Британија и Француска, интервенисале у Суецкој кризи, док су САД изјавиле да на Мађарску и друге чланице Варшавског пакта не гледају као на потенцијалне војне савезнике. Уз овакве стране и политичке услове Совјети су одлучили да елиминишу Мађарску револуцију.
Совјетске трупе ушле су у Мађарску у две прилике. Оба пута имале су за задатак да учврсте просовјетске владе – једну која је доживела колапс 23. октобра и другу формирану 3. новембра коју је предводио Кадар. Совјетске трупе су, у ствари, покушавале све да држе у реду. Наоружани устаници и колапс Мађарске комунистичке партије довели су до прекида ватре између Совјета и устаника до 1. новембра. У ноћи 4. новембра 1956. године совјетска војска је интервенисала започевши артиљеријски и ваздушни напад на Будимпешту. Совјетима је и помагала ÁVH, коју је реорганизовала Кадарова влада. Док је мађарска војска организовала неусклађен и некоординисан отпор, радничка класа је била та која је одиграла значајну улогу у борби против Совјета. Зато су мете совјетских напада биле радничке, индустријске и пролетерске зоне Будимпеште. Те акције су се наставиле док већа радника, студенти и интелектуалци нису затражили прекид ватре 10. новембра. Од 10. новембра до 19. децембра радници су преговарали директно са совјетским окупационим снагама и успели су да издејствују ослобађања политичких затвореника, али не и совјетско повлачење. Јанош Кадар је оформио нову владу, уз подршку Совјетског Савеза, и од децембра 1956. године полако повећавао своју контролу над земљом. Имре Нађ и други су били убијени од стране Кадарове владе. До јануара 1957. године Кадар је довео нестабилност крају. Због брзе промене владе и социјалне политике, као и употребе оружја за остваривање циљева, овај устанак се често сматра правом револуцијом.

#### Прашко пролеће
Било је период политичке либерализације у Чехословачкој који је почео 5. јануара 1968, а трајао је до 20. августа те године када је Совјетски Савез са својим савезницима из Варшавског пакта (изузев Румуније) окупирао земљу. 
Од 1948. у земљи није било ни једне друге политичке партије изузев комунистичке партије која је била под директном управом Совјетског Савеза. Народ је 1948. године, на последњим демократским изборима у дугом периоду који је уследио, гласао за комунисте из два разлога: 
1. Како се ближио Други светски рат Стаљин је, желећи Чехословачку, потписао споразум са Черчилом и Рузвелтом по коме ће Праг ослободити Црвена армија, упркос чињеници да је Армија Сједињених Држава под командом генерала Патона могла ослободити град раније. Ово је била врло важна чињеница у каснијој проруској (и прокомунистичкој) пропаганди после рата.
2. Људи су се још сећали да је Запад издао Чехословачку потписивањем Минхенског споразума којим је Немачка анектирала западни део Чехословачке.

Од средине шездесетих Чеси и Словаци су почели да показују све веће неприхватање постојећег режима. Ове промене су се одражавале у расположењу реформистичких елемената унутар саме комунистичке партије. Александер Дупчек, лидер комунистичке партије, извео је низ реформи политичких процеса у Чехословачкој, које нису представљале одбацивање старог, комунистичког режима, али су их Совјети сматрали као претњу њиховој хегемонији над земљама Варшавског пакта. Совјетска политика подржавања просовјетских комунистичких режима у сателитским земљама, чак и војном силом ако је потребно, постала је позната као »Брежњевљева доктрина«, названа тако по совјетском лидеру Леониду Брежњеву. Совјетско руководство је прво покушало да заустави или ограничи промене у Чехословачкој серијом преговора. Када су им покушаји пропали почели су да припремају војну алтернативу. У ноћи између 20. и 21. августа 1968, армије из пет земаља Варшавског пакта извршиле су инвазију Чехословачке. За време инвазије између 5 до 7 хиљада совјетских тенкова окупирало је улице. Пратило их је 200.000 до 600.000 војника трупа Варшавског пакта. Совјети су стално понављали да су они позвани да заузму земљу, изјављујући да су лојални чехословачки комунисти затражили „братску помоћ против контрареволуције“. Демократске земље само су вербално осудиле инвазију – реалност нуклеарног сукоба у време Хладног рата значила је да западне земље нису у позицији да изазивају совјетску војну силу у источној Европи.

#### Пољска револуција 1980.
Била је одраз пропадања комунистичког система, и центар побуне народа је био у бродоградилишту у Гдањску. Из свакодневних протеста родио се синдикални покрет »Солидарност«, који је предводио Лех Валенса. Због штрајкова и немира широм земље, војни врх је извршио државни удар 1981. године. Потом је извршена промена државног и друштвеног система, и то мирним путем. Први слободни избори у Пољској, уједно и први демократски у источној Европи, одржани су јуна 1989. године. Убедљиву победу однела је опозиција, а Лех Валенса је следеће године изабран за председника Пољске.

#### Баршунаста револуција
Трајала је од 16. новембра до 29. децембра 1989. године и била је револуција у Чехословачкој која се завршила збацивањем комунистичке владе. Почела је мирном студентском демонстрацијом у Прагу на коју је полиција одговорила силом. Тај догађај изазвао је низ демонстрација од 19. новембра до касног децембра. До 20. новембра број демонстраната порастао је до цифре од око 500.000 људи. Генерални двосатни штрајк био је одржан 27. новембра. Са другим комунистичким режимима који су пропадали у суседним земљама, Комунистичка партија Чехословачке објавила је да ће се одрећи свог монопола над политичком моћи у земљи. Бодљикава жица је уклоњена са граница са Западном Немачком и Аустријом у децембру и 10. децембра комунистички председник даје оставку. Писац Вацлав Хавел постаје председник Чехословачке 29. децембра 1989. године.

#### Бугарска
Бугарска је такође доживела промене 1989. године, када су сами чланови Политбироа владајуће партије сменили дугогодишњег вођу Тодора Живкова.

#### Мађарска
Мађарска је извршила промене мирним путем. У пролеће и лето 1989. донесен је устав и створене су нове политичке партије. Сзурос Матијас 23. октобра проглашава Трећу Мађарску Републику и постаје њен председник. Први слободни избори одржани су 1990. године.

#### Источна Немачка
У августу 1989. Чехословачка је уклонила рестрикције на граници с Источном Немачком па је више хиљада људи побегло из Источне Немачке у Чехословачку, а онда у Аустрију и даље у Западну Немачку. Остали су протестовали против владајуће партије. Ови протести су касније издејствовали оставку Ериха Хонекера на место председника. 
Исте године, 9. новембра, Берлински зид је срушен, па су хиљаде људи у веома емотивним сценама симболично прешли у Западни Берлин тј. Западну Немачку. Ускоро је читав систем Источне Немачке пао. Онда, 3. октобра 1990. године Источна Немачка, чланица Варшавског пакта, прва се придружује Европској економској заједници, тј. уједињује се с Западном Немачком стварајући Савезну Републику Немачку.

#### Румунска револуција
Румунска револуција је била низ протеста у децембру 1989. године, која је збацила комунистички режим који је предводио Николаје Чаушеску. Демонстрације су бројчано и насилно кулминирале на суђењу и погубљењу Чаушескуа и његове жене, Елене. Док се револуција још захуктавала, у другим земљама централне и источне Европе нације су мирно правиле преласке у некомунистичке, вишепартијске и демократске државе. Румунија је била једина земља Варшавског пакта која је насилно срушила комунистички режим и притом погубила његовог вођу.
Сломом комунизма у земљама источне Европе пут ка стварању уједињене Европе постао је олакшан. Наредни период обележило је активно деловање Савета Европе, као и стварање Европске уније 1992. године, која се до данас веома проширила.

#### Распад Совјетског Савеза и пад комунизма
Током дугог низа деценија развој Совјетског Савеза је био успораван. Форсирање тешке индустрије довело је до лошег квалитета робе и ниског животног стандарда. Унутрашње и економско лоше стање, као и утицај великог броја револуција у источној Европи, опште слабљење Совјетског Савеза, и Горбачовљеве реформе гласност и перестројка, довели су и до његовог коначног распада.
Комунистичка партија Совјетског Савеза одриче се монопола моћи и своје власти 1990. године. Литванија 11. марта 1990. године проглашава своју независност, мада је совјетска армија остала на њеној територији и СССР организовао економску блокаду земље. Исте године, 30. марта, Врховно веће Естоније проглашава да је совјетска власт у овој земљи од 1940. године нелегална и започиње процес проглашавања Естоније независном државом. Током 1991. године војска Совјетског Савеза је организовала више напада на Литванију који су се завршили лоше по сам СССР. Референдум, одржан 17. марта 1991. на коме је 78% гласача одабрало целовитост и нераспадање Совјетског Савеза, балтичке државе, Јерменија, Молдавија и Грузија су бојкотовале. Горбачов се трудио да одржи земље Совјетског Савеза на једном месту па је 20. августа 1991. требало да буде потписан нови споразум земаља у коме би земље прихватиле федерацију и савез који би имао заједничког председника, војску и страну политику. Међутим, дан пре потписивања, високи функционери Совјетског Савеза су ставили Горбачова у кућни притвор у његовој резиденцији на Криму како би спречили потписивање споразума. Они су очекивали масовну подршку народа, али се догодило управо супротно; народ је био против њих. После три дана, 21. августа, Августовски пуч је доживео колапс и Горбачов се вратио на позицију председника Совјетског Савеза. Али, његова власт је пропадала јер га ни руска ни совјетска влада нису слушале, па је руска влада, са Борисом Јељцином на челу, почела да преузима совјетску, министарство по министарство. Горбачов није успео да одржи СССР у целини јер није успео да направи компромис између жеље за демократијом и жеље за старим Совјетским Савезом. После пуча, совјетске републике убрзавају процесе ка независности. Тако је 6. септембра 1991. совјетска влада признала независност три балтичке државе, а 1. децембра Украјина проглашава независност после референдума на коме се 90% грађана одлучило за независност. Затим, 17. децембра дванаест од петнаест совјетских република потписује у Хагу споразум са 28 европских земаља, Европском заједницом и четири неевропске земље, као да су независне републике. И 25. децембра 1991. Горбачов даје оставку и све совјетске земље преузимају улоге као индивидуалне републике. То је представљало крај Совјетског Савеза и крај комунизма у Европи, као и сам крај Хладног рата.